# 大白傘蓋佛母
大白伞盖佛母（羅馬化：Sitātapatrā，直译：「白色伞盖」，音译悉怛多钵怛啰）又称白伞盖佛顶，是佛教中抵御超自然危险的保护者，在大乘佛教和金刚乘传统中都受到尊崇，相传为释迦牟尼佛的顶髻中化现。任何人修持她的咒语，都将重生至阿弥陀佛的极乐世界，并获得免受超自然危险和邪术的保护。

## 图库

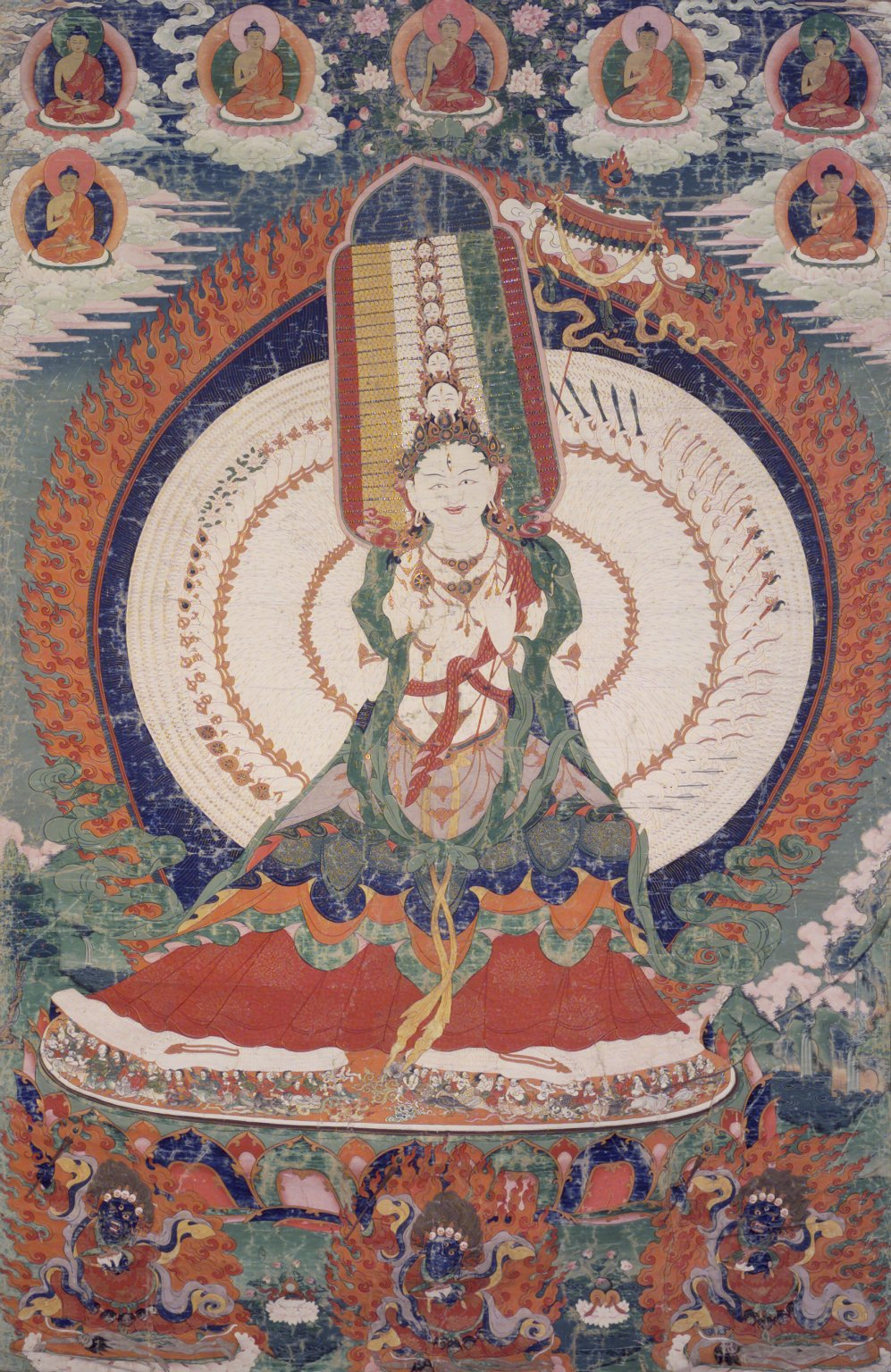
千臂大白伞盖佛母
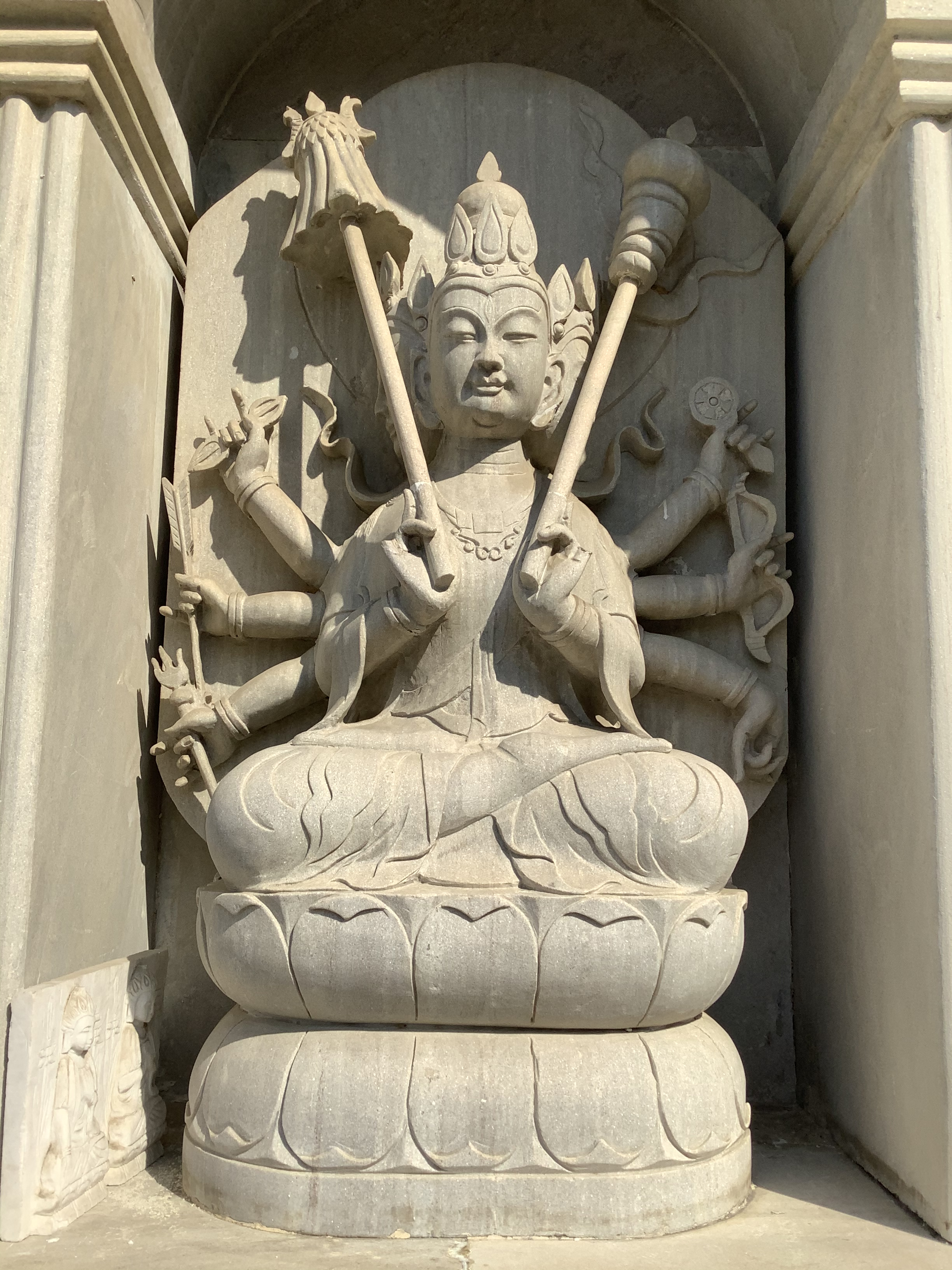
普宁市南岩古寺万佛宝塔上的雕像
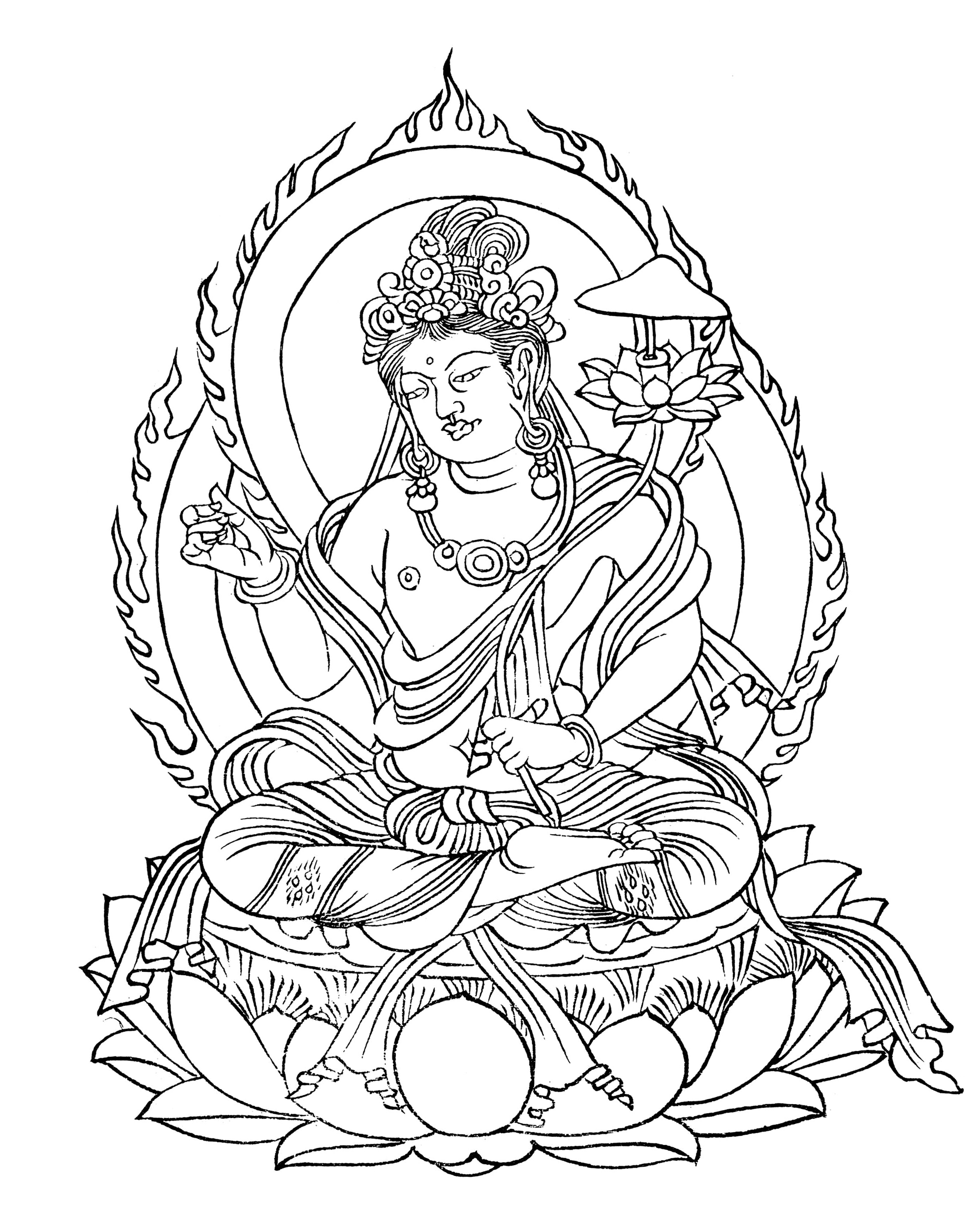
胎藏界曼荼罗中的形象